# Sunday Mba
Sunday Mba est un footballeur international né le  28 novembre 1988 à Aba, Nigeria.
Il est passé auparavant par la Pepsi Football Academy, l'académie de football nigériane]. Lors de la finale de la Coupe d'Afrique des nations de football 2013, il inscrit le but de la victoire pour le Nigeria qui remporte le 10 février 2013 à Johannesbourg sa troisième CAN.

## Palmarès
- Vainqueur de la CAN 2013
- 23 sélections - 7 buts en équipe du Nigeria.